# Гриндель, Давид Иероним
Давид Иероним Гриндель (латыш. Dāvids Hieronīms Grindelis, David Hieronymus Grindel, 28 сентября 1776, Рига — 8 января 1836, Рига) — российский химик, фармацевт, ботаник и врач. Первый учёный-естествоиспытатель латышского происхождения. Член-корреспондент Петербургской академии наук (1807). Профессор (1804—1814) и ректор Императорского Дерптского университета (1810—1812).

## Биография
Гриндель потомок рода Грундулисов. Дедушка Микелис Грундулис был крепостным, убежавшим в Ригу от сурового помещика. В Риге он стал браковщиком мачт, затем лесоторговцем, затем разбогател и оказался в числе первых латышей, получивших права рижского гражданина.
Учился Давид Гриндель в Домской школе, а затем шесть лет служил учеником в аптеке Слона на Домской площади. В 1796 году поступил в университет в Иену, где изучал естественные науки, но через 2 года, по повелению императора Павла I, вернулся в Ригу. В Риге Гриндель вернулся в аптеку Слона.
В 1803 году основал Рижское химико-фармацевтическое общество и начал читать лекции по химии. В 1800 году он отправился в Санкт-Петербург, где сдал экзамен на чин аптекаря. Был приглашен стать профессором недавно основанной Медико-хирургической академии и Дерптского университета, но отказал обоим учреждениям. Позже он приобрел аптеку Слона. В 1804—1814 принимает предложение Дерптского университета и становится профессором химии и фармации. Несколько раз занимал кафедру химии в Дерптском университете. В 1810 году становится ректором Дерптского университета. В 1822 году, выдержав экзамен на доктора медицины, сделался уездным врачом.

## Научная деятельность
- Издатель первого в Российской империи фармацевтического научного журнала «Russisches Jahrbuch der Pharmazie» (1803—1810), издававшегося в Риге.
- Изучал флору Прибалтики и серные источники в Кемери, первым сделал анализ вод этих источников[5].
- Вместе с Георгом Фридрихом Парротом в 1801 году Гриндель провел в Риге первые в Российской империи эксперименты по изучению гальванического тока[5].
- Разработал метод получения сахара из свёклы.
- Пытался создать искусственную кровь[5].

## Признание
- Императорское вольное экономическое общество присудило Гринделю золотую медаль за разработку, метода получения сахара из свеклы.
- Крупнейшее фармацевтическое предприятие Балтии компания «Гриндекс» учредила медаль в честь Давида Иеронима Гринделя.
- Немецкий ботаник Карл Вильденов в 1807 году в честь Гринделя назвал род североамериканских растений семейства Астровые — Grindelia Willd. (Гринделия).
- Назван сорт Рододендрона «Давид Иероним Гринделис». Зарегистрирован в 2019 году. Селекционер Гунита Риекстиня. https://www.rododendri.lu.lv/rododendri/selekcija/muzzalie-rododendri-c-g/

## Научные труды
Автор многих работ по вопросам фармации, химии и ботаники. Некоторые из них:
- «Allgemeine Uebersicht d. neuen Chemie» (Рига, 1799);
- «Botauisch. Taschenbuch fur Livland, Kurland und Estland» (1803);
- «Russisches Jahrbuch der Pharmacie» (1803—1810);
- «Russische Jahrbucher fur Chemie und Pharmacie fur die Jahre» (1809 и 1810);